# Cable Prat
El Cable Prat es un cable submarino de telecomunicaciones que va entre Arica y Puerto Montt en Chile. Es de propiedad del Grupo Gtd. Tiene una longitud aproximada de 3500 Km y tendrá una capacidad inicial de 4 Tbps.
Su nombre es en honor a Arturo Prat, héroe chileno de la guerra del Pacífico.

## Puntos de aterrizaje
Los puntos de amarre son:
- Arica
- Iquique
- Tocopilla
- Antofagasta
- Caldera
- La Serena
- Valparaíso
- San Antonio
- Constitución
- Talcahuano
- Puerto Saavedra
- Puerto Montt